# 제8회 미국 작가 조합상
제8회 미국 작가 조합상은 1955년 뛰어난 활동을 보인 영화 작가를 기리기 위해 1956년 3월에 열린 시상식이다. Beverly Hilton Hotel에서 개최되었다.

## 수상 및 후보

### 각본상
- 사랑하거나 떠나거나 - 다니엘 퍼치스 수상
- 마티 - 패디 체이예프스키 수상
- 미스터 로버츠 - 프랭크 S. 누건트 수상

### 월계수상
- 줄리어스 J. 엡스타인 수상
- 필립 G. 엡스타인 수상
- 프란세스 구드리치 수상
- 앨버트 해킷 수상